# Cucina andorrana

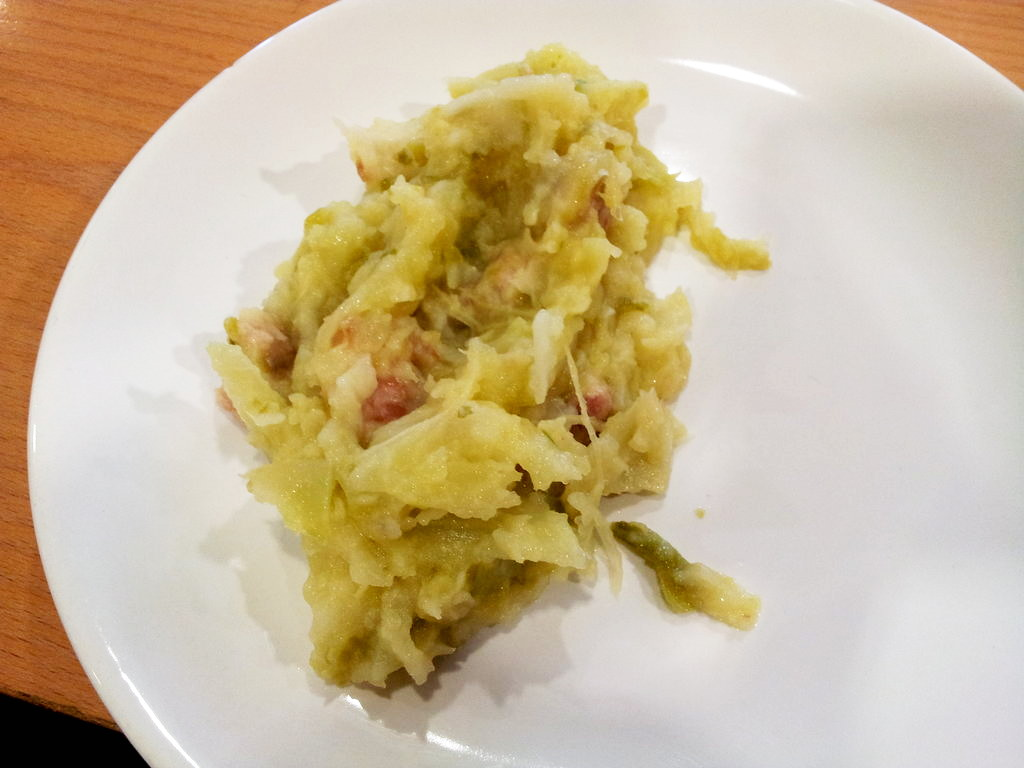
Trinxat

La cucina andorrana comprende le abitudini culinarie di Andorra. Essa trae spunto principalmente dalla cucina spagnola e da quella francese, pur possedendo diverse specialità locali.

## Caratteristiche principali
A causa del suo isolamento storico dovuto alla sua conformazione geografica, Andorra non ha mai importato in maniera massiccia cibi e ingredienti di altri paesi. Tradizionalmente, la dieta andorrana era composta da carne, frutta e verdura coltivata in loco, pane di segale, pesce e selvaggina. Inoltre, tra le famiglie si era soliti allevare maiali, conigli, pollame, capre e vitelli, i quali fornivano carne e derivati.
Gli andorrani fanno colazione con caffè espresso e un croissant oppure una tartine du pain. Il pranzo consiste in un piatto molto semplice, mentre la cena è composta da un'abbondante serie di piatti catalani a base di carne grigliata o pesce accompagnati da melanzane, pomodori e aglio.
Un tradizionale metodo di cottura è quello della carn a la brasa, che consiste nel cuocere fette di carne alla griglia, sia all'interno che all'esterno. Altri metodi di cottura molto popolari sono gli arrosti e gli stufati, a differenza della frittura che è poco diffusa. La carne più popolare è quella di agnello, protagonista delle tipiche grigliate sulle montagne andorrane, dove essa viene dapprima marinata in una mistura di olio d'oliva, aglio, rosmarino e sale, per poi essere cotta sulla brace insieme alle patate. Un altro piatto a base di carne è la capra arrostita e condita con succo di limone oppure accompagnata da una omelette di patate.
Essendo un paese montuoso, Andorra offre diverse bacche, erbe aromatiche e soprattutto funghi: questi ultimi sono assiduamente utilizzati in cucina, in particolare tra settembre e novembre, quando ve ne si trovano in abbondanza. I funghi accompagnano tipicamente la carne di coniglio. Tra gli altri piatti comuni nel paese vi sono il cavolo e le patate soffritti nel grasso del maiale e nel miele, il formaggio fermentato con aglio e brandy, il cavolo stufato con le salsicce, le mele cotogne servite con salsa ailloli, il maiale o la lepre stufati nel vino, nonché diversi assortimenti di salsicce e di pesce. Il trinxat è invece un piatto a base di cavolo, patate e bacon, mentre l'estofat d'isard è uno stufato di capra. Sono diffusi inoltre la truite de riu (trota di fiume) e lo xai, a base di agnello arrosto, mentre un piatto andorrano tipico delle feste di Sant'Antonio e di San Sebastiano che si tengono a Sant Julià de Lòria è la escudella, uno stufato con almeno cinque diversi tipi di carne, verdure, riso e pasta, che viene servito nelle piazze alla popolazione.
La cucina francese è molto popolare ad Andorra: i ristoranti francesi sono diffusi, e non è raro trovare lumache, foie gras e anatre condite con salse a base di vino. Gli andorrani amano mangiare le lumache marinate al vino bianco e cotte con salsicce, erbe aromatiche e cognac. Inoltre, nel paese sono sorti diversi ristoranti eleganti che servono piatti a base di tartufo.
La bevanda più diffusa nel paese è certamente il vino, servito in ogni occasione. Esso viene spesso servito in un porron, una tradizionale bottiglia di vetro con un beccuccio sottile a collo d'oca. La birra è consumata tipicamente durante i picnic o le feste parrocchiali, mentre caffè espresso e latte sono bevuti principalmente a colazione o durante le pause al lavoro. Tra i dolci menzioniamo la coca masegada, a base di brandy, e la crema catalana.